# Yoann Etienne
Yoann Etienne (Parigi, 19 maggio 1997) è un calciatore francese, difensore svincolato.

## Carriera
Arrivato al Monaco nel 2014, il 6 aprile 2018 ha firmato il primo contratto professionistico, di durata triennale. Il 16 giugno viene ceduto in prestito al Cercle Bruges.

## Statistiche

### Presenze e reti nei club
Statistiche aggiornate al 17 marzo 2019.
| Stagione        | Squadra         | Campionato      | Campionato | Campionato | Coppe nazionali | Coppe nazionali | Coppe nazionali | Coppe continentali | Coppe continentali | Coppe continentali | Altre coppe | Altre coppe | Altre coppe | Totale | Totale | Totale |
| Stagione        | Squadra         | Comp            | Pres       | Reti       | Comp            | Pres            | Reti            | Comp               | Pres               | Reti               | Comp        | Pres        | Reti        | Pres   | Reti   |        |
| --------------- | --------------- | --------------- | ---------- | ---------- | --------------- | --------------- | --------------- | ------------------ | ------------------ | ------------------ | ----------- | ----------- | ----------- | ------ | ------ | ------ |
| 2018-2019       | Cercle Bruges   | D1              | 25+6       | 0          | CB              | 0               | 0               | -                  | -                  | -                  | -           | -           | -           | 31     | 0      |        |
| Totale carriera | Totale carriera | Totale carriera | 31         | 0          |                 | 0               | 0               |                    | -                  | -                  |             | -           | -           | 31     | 0      |        |